# Bartholomäus Bruyn

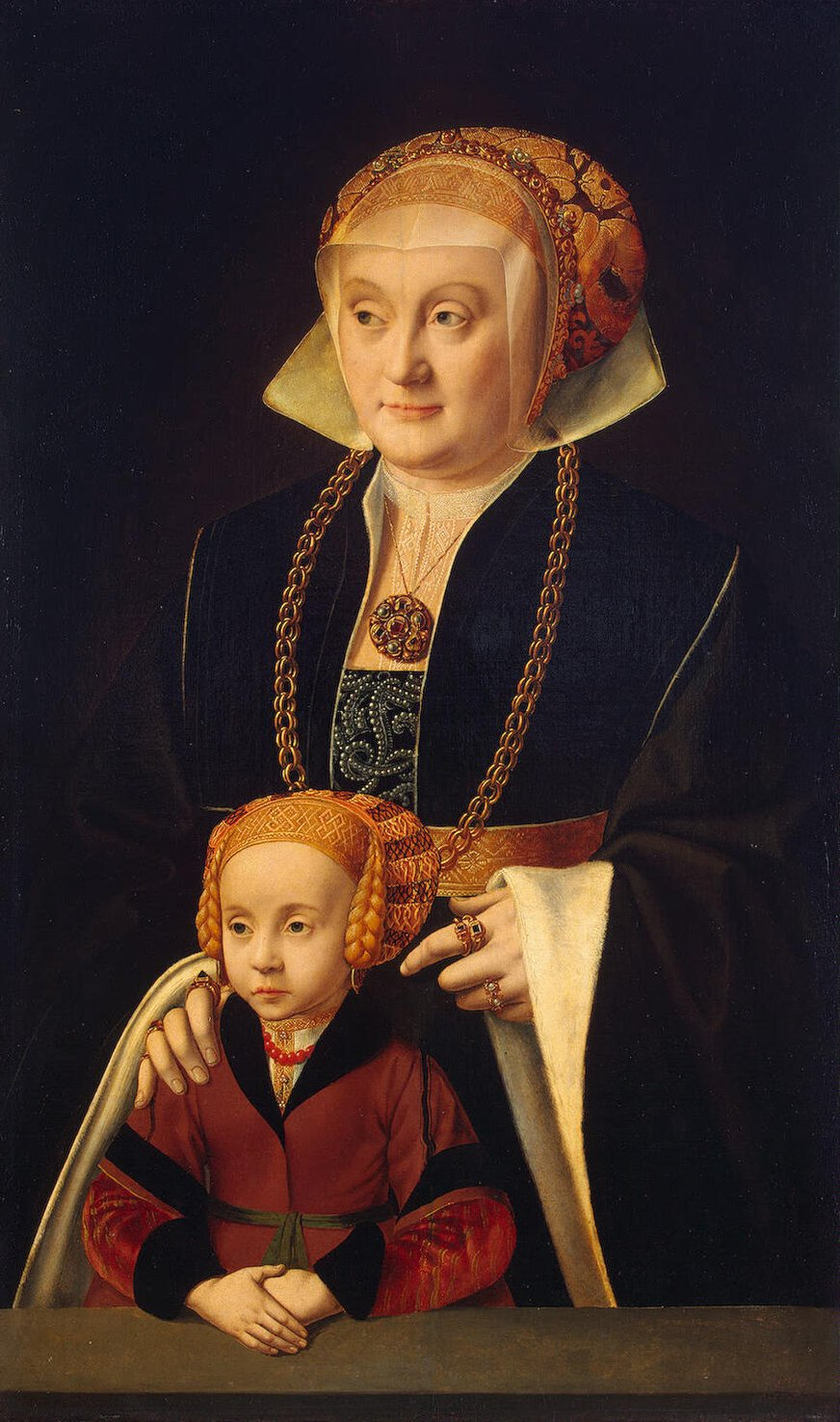
Senhora com Filha

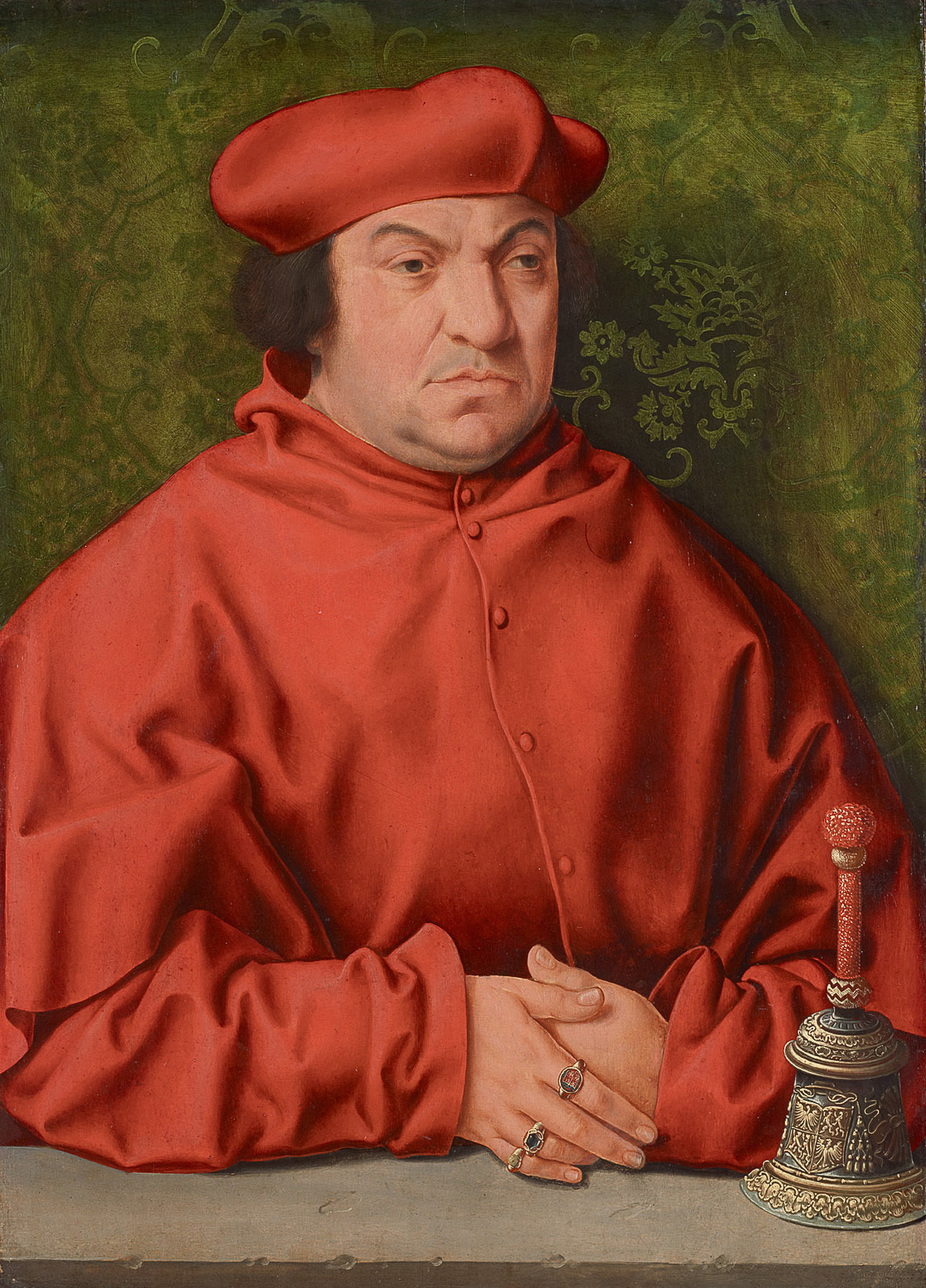
Retrato de Bernardo Clesio por Bruyn

Bartholomäus Bruyn (1493, Wesel - 22 de abril de 1555 em Colônia; também Barthel Bruyn, Bartholomaeus Bruyn) foi um pintor alemão do Renascimento e está entre os grandes pintores de retratos do século XVI na cidade de Colônia.
Possivelmente nasceu em Wesel e aprendeu seu ofício com Joos van Cleve, junto com seu amigo e cunhado Jan Joest van Calcar. A maioria de seus trabalhos está hoje em Colônia. Seus retratos misturam influências flamengas e italianas.
Pintou também obras religiosas, entre elas, o altar da Catedral de Essen.